# Leptonetela quinquespinata
Leptonetela quinquespinata là một loài nhện trong họ Leptonetidae. Chúng  được miêu tả năm 2008 bởi Chen & Zhu.